# Rheinsberger Obelisk

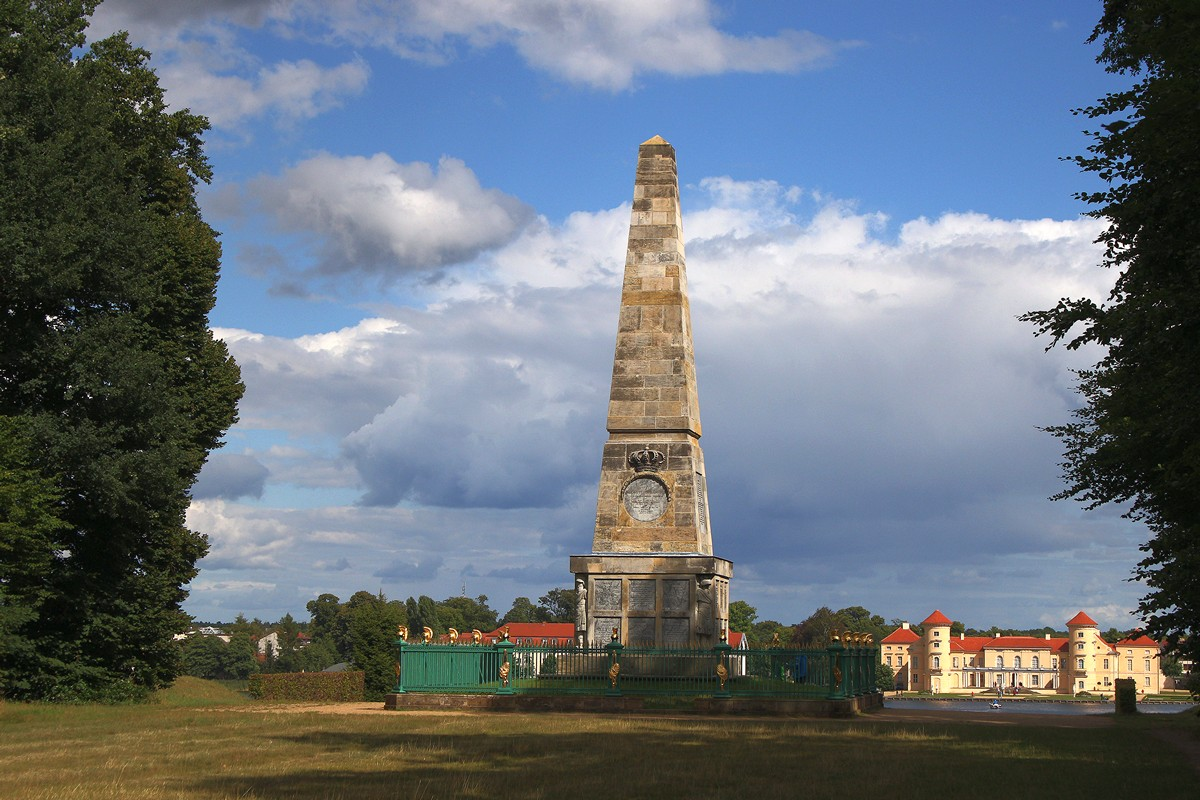
Der Rheinsberger Obelisk in der Sichtachse von Schloss Rheinsberg

Der Rheinsberger Obelisk ist ein Heldendenkmal in Rheinsberg, Brandenburg, im Park von Schloss Rheinsberg gelegen. Er ehrt den zweiten Sohn des Soldatenkönigs und 28 Teilnehmer am Siebenjährigen Krieg.

## Lage und Bedeutung
Der Obelisk steht auf einem Hügel am Grienericksee gegenüber vom Schloss Rheinsberg. Heinrich von Preußen errichtete ihn Anfang der 1790er Jahre zu Ehren seines Bruders August Wilhelm von Preußen. Die Vorderfront trägt ein Reliefporträt des Prinzen und die Inschrift:
Aber nicht dem Prinzen allein ist das Monument errichtet, vielmehr den preußischen Helden des Siebenjährigen Krieges überhaupt, allen jenen, die, wie eine zweite Inschrift ausspricht, „durch ihre Tapferkeit und Einsicht verdient haben, daß man sich ihrer auf immer erinnere“. Jedem der Offiziere widmete Prinz Heinrich eine auf Französisch selbst verfasste Inschrift auf einer jeweils eigenen Gedenkplatte.
In den Wanderungen durch die Mark Brandenburg hat Theodor Fontane das Denkmal in Erinnerung gebracht. Dass es nach Ansicht von Prinz Heinrich eben diejenigen ehrt, die von Friedrich II. nicht gebührend gewürdigt wurden, hat Fontane als einen Akt der Opposition gegen den König gedeutet.

## Inschriften
1. James Keith
2. Kurt Christoph von Schwerin
3. Leopold I. von Anhalt-Dessau
4. August Ferdinand von Preußen
5. Friedrich Wilhelm von Seydlitz
6. Hans Joachim von Zieten

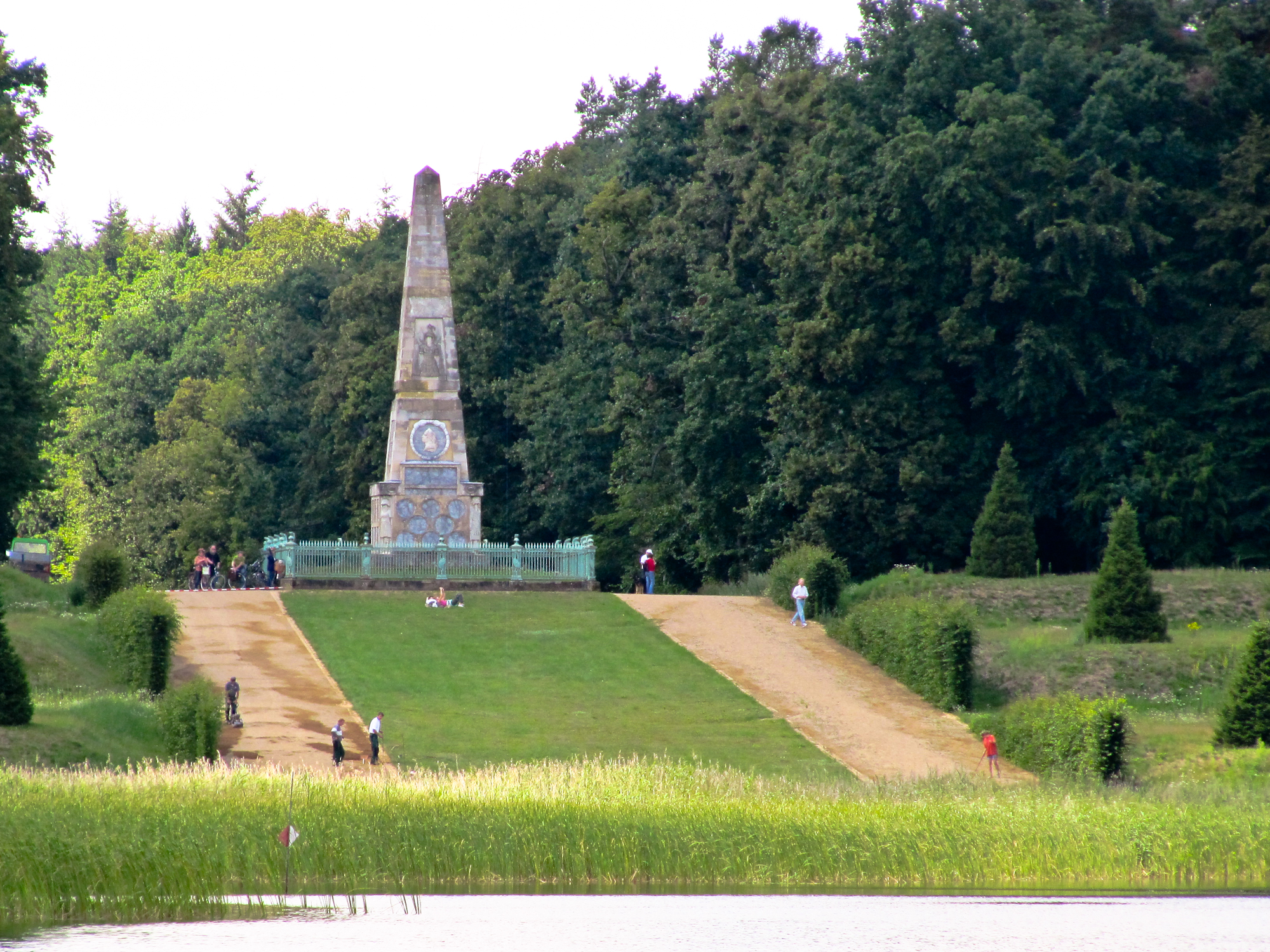
Blick vom See her auf den Obelisken

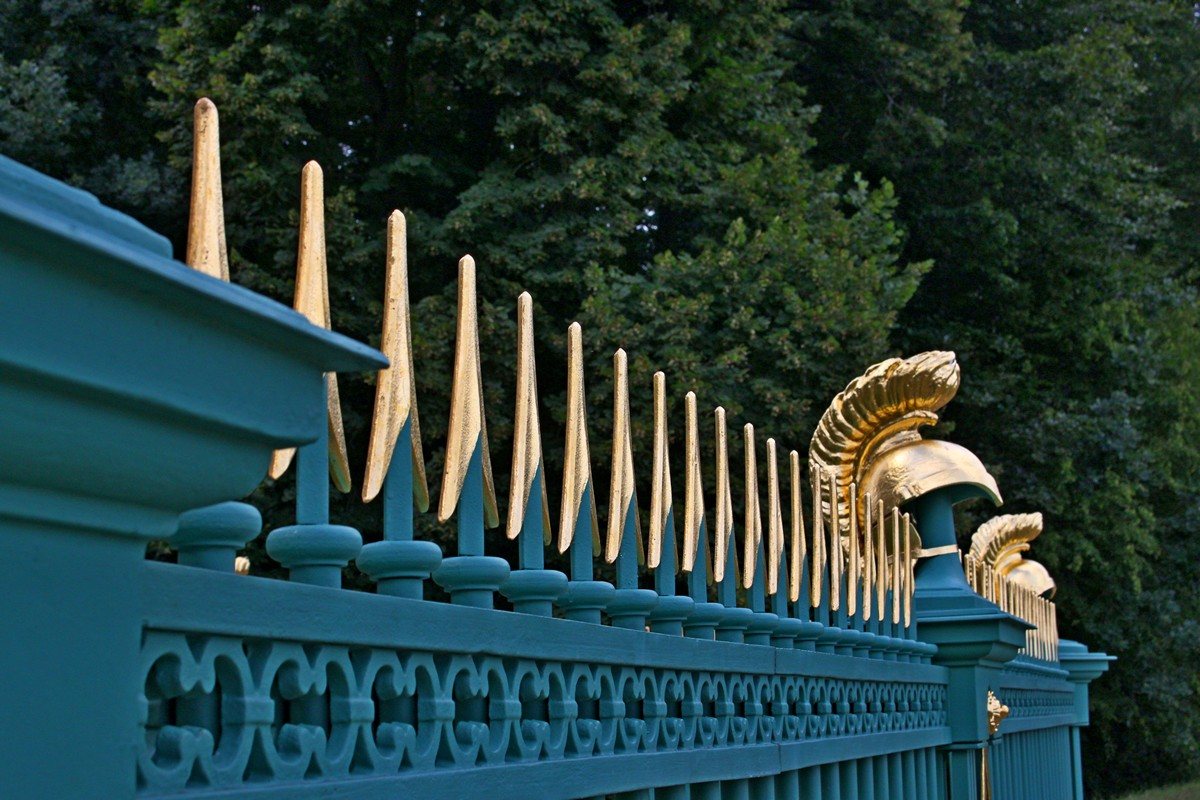
Einfriedung

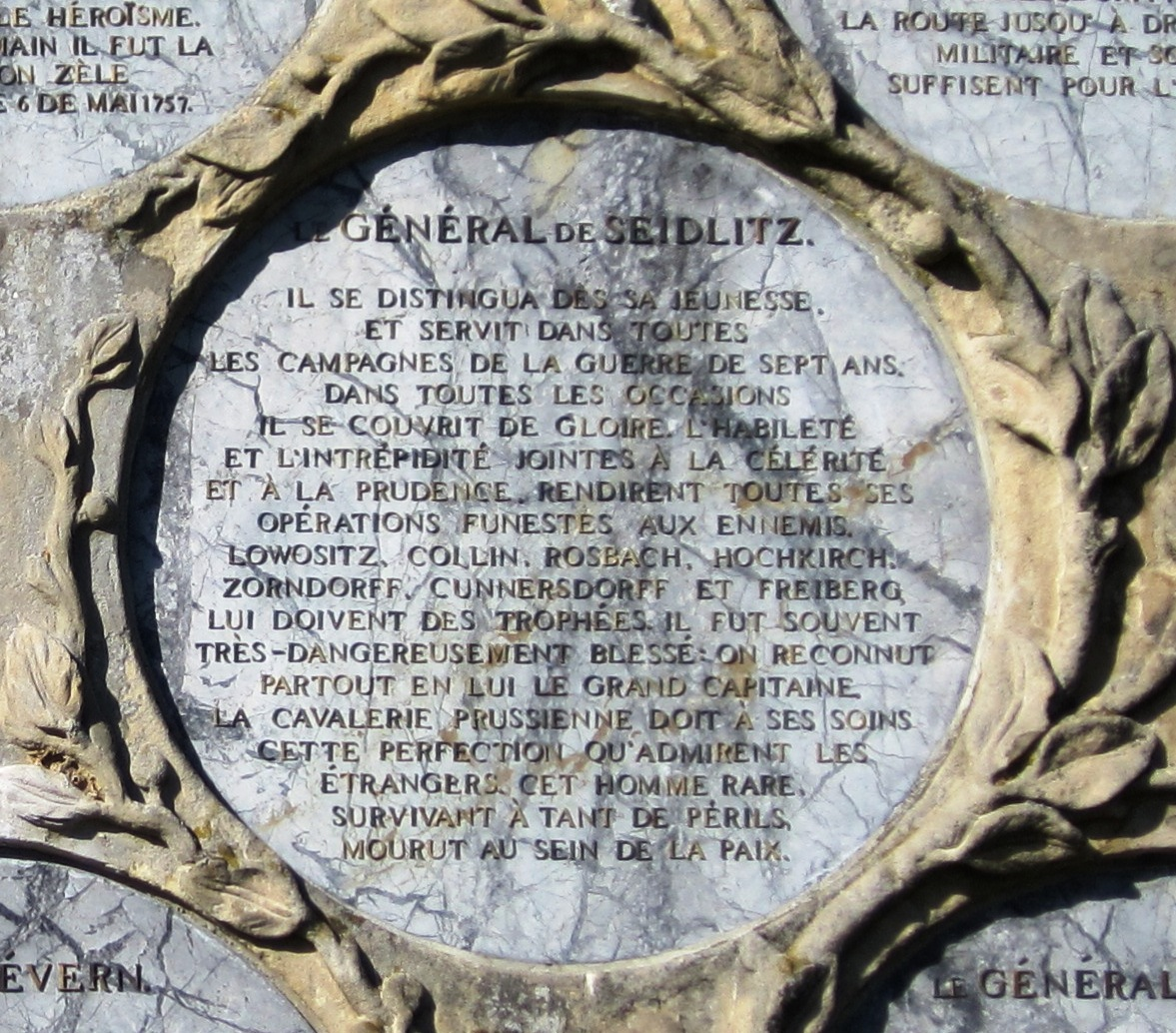
Ehrentafel für Friedrich Wilhelm von Seydlitz

7. August Wilhelm von Braunschweig-Wolfenbüttel-Bevern
8. Dubislaw von Platen
9. Georg Vivigenz von Wedel
10. Johann Dietrich von Hülsen
11. Friedrich Bogislav von Tauentzien
12. Wichard von Möllendorff
13. Heinrich Karl Ludwig Herault de Hautcharmoy
14. Wolf Friedrich von Retzow
15. Moritz Franz Kasimir von Wobersnow
16. Johann Jakob von Wunsch
17. Friedrich Christoph von Saldern
18. Joachim Bernhard von Prittwitz
19. Friedrich Wilhelm Gottfried Arnd von Kleist
20. Karl Wilhelm von Dieskau
21. Johann Ludwig von Ingersleben
22. Viktor Amadeus Henckel von Donnersmarck
23. Henning Bernd von der Goltz
24. Heinrich Georg von Blumenthal
25. Friedrich Wilhelm von Roeder
26. Georg Wilhelm von der Marwitz[1]
27. Georg Werner von Dequede
28. Balthasar Alexander von Platen